# Charles Lamberton
Pour les articles homonymes, voir Lamberton.
Charles Lamberton, né le 23 avril 1876 à Jazeneuil (Vienne) et mort le 8 octobre 1960 à La Trinité (Alpes-Maritimes), est un paléontologue français qui a vécu et étudié sur l'île de Madagascar entre 1911 et 1948 et était spécialisé dans les lémuriens subfossiles récemment disparus. On lui doit un travail significatif pour réattribuer des restes de squelettes aux bonnes espèces, et sur l'interprétation du comportement des lémuriens subfossiles. Ses expéditions durant les années 1930 ont conduit à la découverte de nouvelles espèces de Mesopropithecus, un genre de Palaeopropithecidae. Trois espèces, un mammifère, une araignée et un reptile, lui doivent leurs noms spécifiques.

## Carrière
Charles Lamberton a vécu sur l'île de Madagascar entre 1911 et 1948, où il est embauché comme Professeur au Lycée Gallieni et en tant que secrétaire de l'Académie malgache,. Durant la majeure partie de sa carrière, qui s'étend entre 1912 et 1956, il a beaucoup écrit sur la faune subfossile éteinte de Madagascar. Après son retour définitif en France, il reste en relation avec l’Académie malgache pour échanger ses publications entre celle-ci et les sociétés d'histoire et de biologie de la Côte d'Azur.

## Commémoration
Trois espèces ont été nommées en l'honneur de Lamberton : le rongeur Nesomys lambertoni de l'ouest de Madagascar, l'araignée Monocentropus lambertoni, et le caméléon Brookesia lambertoni.  Le synonyme taxonomique de Furcifer lateralis, un autre caméléon, Chamaeleo lambertoni (Angel, 1921), doit également son nom de Lamberton.

## Publications
- (en) B. Beolens, M. Watkins et M. Grayson, The Eponym Dictionary of Reptiles, Baltimore, The Johns Hopkins University Press, 2011, 296 p. (ISBN 978-1-4214-0135-5, lire en ligne)
- (en) B. Beolens, M. Watkins et M. Grayson, The Eponym Dictionary of Mammals, Baltimore, The Johns Hopkins University Press, 2009, 574 p. (ISBN 978-0-8018-9304-9, lire en ligne)
- (en) C. Lamberton, « Contribution à la connaissance de la faune subfossile de Madagascar: Note XVII. Les Pachylémurs », Bulletin de l'Académie malgache, vol. 27,‎ 1948, p. 7–22
- (en) J. Zijlstra, C. Groves et A. Dunkel, « Case 3563. Pachylemur Lamberton, 1948 (Primates, Lemuridae): proposed conservation of the generic name », Bulletin of Zoological Nomenclature, vol. 68, no 4,‎ 2011, p. 275–280
- Charles Lamberton, L'amour parental et l'instinct de la pérennité de l'espèce chez les vertébrés, vol. XLIX, t. 6, PARIS, Rédaction et administration: 28, Cours Albert 1er - Paris 8e, coll. « Extrait de la Biologie Médicale », 1960, Pages 582 à 654